# Hépatique à large thalle
Conocephalum conicum
Espèce
L'hépatique à large thalle, Conocephalum conicum, est une hépatique ou marchantiophyte. C'est une plante relativement ubiquiste dans les zones très humides ou soumises aux embruns d'eau douce (Elle ne supporte pas le milieu marin, mais elle présente des adaptations (forme plus hydrodynamique, renforcement et modification anatomiques des tissus, degré de ramification des feuilles, viscoélasticité des tissus, etc. lui permettant de résister à des courants très importants, dont en période de crue notamment). Elle se montre également très résistante et très résiliente face aux stress thermiques modérés jusqu'à 34 °C.

## Description
L'hépatique a un thalle lobé qui mesure de 1,1 à 2,2 cm de large et jusqu'à 20 cm de long. L'épiderme dorsal est constitué d'un réseau d'aréoles hexagonales au centre desquels émergent des pores respiratoires de forme coniques. Écrasée, l'hépatique produit des composés organiques volatils qui ont une odeur de menthol. 

## Répartition
On peut la rencontrer partout dans le monde, mais au vu des variations de ses constituants (flavonoïdes notamment), il semble exister des variants géographiques bien distincts, qu'on nomme aussi chémotypes.

## Habitats
C'est une espèce des zones humides et lieux humides, qui peut supporter d'être immergées une partie de l'année (espèce supra-aquatiques). L'espèce a d'abord été décrite comme intolérante à la dessiccation, mais on en a trouvé des souches plus résistantes dans les cours d'eau de la région méditerranéenne.

## Métabolisme
Cette plante capte ses nutriments directement dans l'eau ou l'air humide.
Et elle peut puiser une source de carbone complémentaire dans les ions bicarbonates (HCO− 3) en solution . Elle dispose de puissants moyens de résistance aux toxiques métalliques ou métalloïdes et de détoxication, encore incomplètement compris, mais qui ne sont pas des phytochélatines.
Elle produit de l'hémicellulose dans son thalle

## État des populations, pressions, menaces
Cette espèce a régressé ou disparu de zones très polluées, mais est encore fréquente partout ailleurs là où le milieu lui convient.
Elle se montre résistante à de nombreux polluants mais semble vulnérables à des doses élevées de sulfates dans l'eau. Elle absorbe de nombreux résidus de médicaments, pesticides, médicaments vétérinaires (de pisciculture notamment, tel que l'acide oxolinique relargé en grande quantité dans l'eau à partir des élevages de poissons en eau douce, sans que les conséquences pour la plante elle-même et pour ses prédateurs naturels soient à ce jour bien comprises.

## Importance écosystémique
Cette plante peut capter de très nombreux produits et contaminants indésirables à très toxiques ou radioactifs.
Elle peut avoir des effets positifs en captant et stockant provisoirement certains produits toxiques en solution ou suspension dans l'eau. Mais quand ces produits ne sont pas biodégradables, elle joue un rôle plus négatif de bioaccumulation puis bioconcentration de certains polluants dans la chaine alimentaire et le réseau trophique.

## Utilisation
Comme c'est une espèce relativement facile trouver (y compris en zone industrielle et urbaine, là où l'humidité est suffisante), cultiver et manipuler, elle a beaucoup été utilisé comme « espèce modèle », dont par exemple pour étudier la photosynthèse et son inhibition chez les plantes primitives que sont les hépatiques ou pour étudier certains phénomènes et activités électriques chez les bryophytes.
C'est une plante qui résiste remarquablement bien aux attaques bactériennes et fongiques.
Ses capacités antibiotiques ont donc aussi fait l'objet d'études.

### Bioévaluation
Capable de spontanément fixer dans et sur ses tissus vivants de grandes quantités de métaux (cuivre en particulier), de métaux lourds, des résidus de médicaments humains et vétérinaires dont par exemple l'oxytétracycline,, le fluméquine et l'acide oxolinique dans le cas de F. antipyretica et d'autres polluants (par exemple hydrocarbures aromatiques polycycliques ou HAP) sans en mourir, elle accumule aussi les métaux significativement dès la première heure d'exposition (ainsi que de nombreux autres polluants). À titre d'exemple, on a mesuré 28 mg de cadmium bioaccumulé par gramme de mousse Fontinalis antipyretica exposée à une eau polluée, et l'absorption du cadmium se faisait indépendamment de la température ; alors que la biosorption du zinc augmente avec la température, passant de 11,5 mg de zinc par gramme de mousse à 5 °C, et 14,7 mg à 30 °C). Dans une eau plus acide, les métaux sont encore mieux accumulés (au pH 5 pour le cadmium et le zinc chez  F. antipyretica, mais la disponibilité en ions CaCO3 joue aussi un rôle). Cette espèce accumule particulièrement bien et rapidement le cuivre :  Durant une exposition dans 3 sites moyennement contaminé par le cuivre, la teneur en cuivre des échantillons de Fontinalis antipyretica est passée de 167 mg de cuivre par kg de mousse sèche à 2 100 mg kg-1 après 14 jours et à 2 900 mg kg-1 au bout de 28 jours. Lors de la même expérience, les échantillons mis en contact avec l'eau sont passés dans un des 3 sites  de 0,2 mg de mercure par kg de mousse sèche (teneur initiale) à 17,7 mg kg-1 après 14 jours puis 24,6 mg kg-1 après 28 jours).
Comme d'autres bryophytes, cette espèce contient une quantité significative de lipides (qui peuvent absorber puis - lentement - éliminer des polluants organiques  tels que les POPs (Polluants organiques persistants), ou le Benzo(a)anthracène et le benzo(a)pyrène (deux produits suspectés d'être des carcinogènes environnementaux ).
Cette espèce absorbe également des doses significatives à importantes de médicaments ou résidus de médicaments dont antibiotiques (antibactériens) humains et vétérinaires tels que l'oxytétracycline, le florfénicol, le fluméquine et l'acide oxolinique dans le cas de F. antipyretica ; ainsi les trois molécules médicamenteuses citées ci-dessus ont été absorbées, avec des facteurs de bioaccumulation (taux de concentration dans les bryophytes par rapport au taux dans l'eau) variant de 75 à  450. De plus, ces 3 molécules médicamenteuses ont persisté dans les cellules des bryophytes utilisés pour cette étude durant « une longue période » avec un relargage (clairance) compris entre seulement 0,19 à 3,04 ng/g/jour. Les temps de résidence ont varié de 18 à 59 jours. Cette étude a permis de proposer des modèles d'accumulation passive ou de bioaccumulation ainsi que des hypothèses concernant les mécanismes d'auto-décontamination pour cette espèces.
Pour ces raisons, cette espèce est considérée comme un bon bioindicateur, et d'ailleurs parfois utilisée pour la biosurveillance,. Les échantillons à analyser peuvent être pris dans le milieu à étudier ou y avoir été transplanté à partir d'une eau propre ou d'une culture ad hoc,.
L'acidité du  milieu augmente généralement la biodisponibilité des métaux toxiques et métalloïdes toxiques ou des radionucléides ; mais elle joue un rôle inverse concernant la capacité de cette plante à absorber ces polluants : cette capacité augmente dans l'eau neutre par rapport à l'eau acide